# کارین بوث

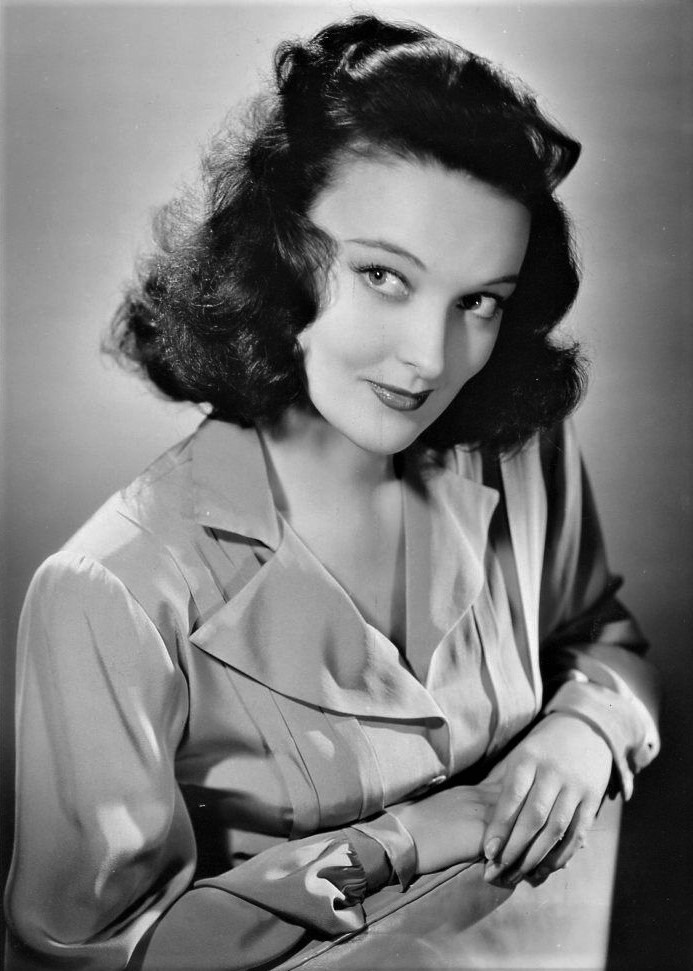

کارین بوث (متولد ژوئن فرانسیس هافمن، ۱۹ ژوئن ۱۹۱۶–۲۷ ژوئیه، ۲۰۰۳) یک هنرپیشه سینما و تلویزیون آمریکایی از دهه ۱۹۴۰ تا ۱۹۶۰ بود. او در جون فرانسیس هافمن در ۱۹ ژوئن ۱۹۱۶ در مینیاپولیس، مینه سوتا از خانواده فرانسیس تی و ابا وی هافمن به دنیا آمد. او در پورتلند و لس آنجلس زندگی می‌کرد و در دبیرستان جان مارشال تحصیل می‌کرد. او در سال ۱۹۳۹ کار خود را با مدلینگ آغاز کرد و در سال ۱۹۴۱ با پارامونت پیکچرز با نام کاترین بوث قرارداد امضا کرد.